# El libro de los abrazos
El libro de los abrazos es un libro del escritor uruguayo Eduardo Galeano. Se compone de 191 relatos breves y de diversas ilustraciones realizadas y/o seleccionadas por el autor. Dichos relatos abarcan diversos temas, tales como la política; la religión; la cultura; la sociedad; la literatura; etcétera. Fue escrito en 1989 y publicado ese mismo año por la editorial Siglo XXI Editores.

## Tema
Los relatos que componen al libro carecen de unidad temática; no poseen un hilo conductor que los relacione. Sin embargo, son producto de una misma actividad: la memoria. Cada texto evoca diferentes vivencias del autor, recuperando (tanto para sí mismo, como para el lector) una vasta cantidad de experiencias. Tal es así, que al comienzo de la obra se encuentra la siguiente frase: «Recordar: del latín re-cordis, volver a pasar por el corazón». Es de esta manera que Eduardo Galeano crea el presente, recordando el pasado. Dentro de este libro se hallan reflexiones, anécdotas, testimonios y expresiones poéticas de lo más simples y de lo más complejas, sirviéndose del fragmentarismo como elemento fundamental para su construcción, y pasando por todos los matices posibles al hablar de política, sociedad, costumbres, cultura, literatura, amor, guerra, paz, etcétera.

## Textos
A continuación, una selección de algunos de los textos más emblemáticos del libro:

### Llorar
Este relato muestra diferentes visiones de un mismo acontecimiento (en este caso, la cercanía de la muerte), vista desde la óptica de los indios Shuar y por otro lado, desde un personaje «venido de otros mundos». Los habitantes de la tribu expresan sus sentimientos ante la persona que está a punto de fallecer, lo cual llama la atención del personaje ajeno a ellos, evidenciando la brecha cultural y enfatizando la importancia de expresar los sentimientos cuando aún es posible.

### Mapamundi/1
El autor realiza una crítica al capitalismo en el que estamos inmersos, señalando que: «Con una mano roba lo que con la otra presta». Ubica en el lugar de víctimas a los actores de la sociedad (quienes, según su óptica, son saqueados al comprar, vender o pagar impuestos).

### Celebración de la amistad/1
El relato comienza haciendo referencia a las diferentes maneras de decir "amigo" en La Habana y Caracas, luego se convierte en una anécdota cuyo protagonista es el escritor uruguayo Mario Benedetti. El poeta señala que la "llave" es el símbolo de la amistad dado que gracias a cinco amigos que le brindaron refugio en sus casas en la Ciudad de Buenos Aires se salvó de ser arrestado durante la Dictadura, a la cual denomina "los tiempos del terror".

### Cortázar
En este texto el autor narra la resurrección del escritor argentino Julio Cortázar, quien cuenta que regresó a la vida «gracias a una máquina japonesa, que era una máquina muy buena pero que todavía estaba en fase de experimentación, y que por error la máquina lo había dejado enano». El relato contiene, además, los motivos por los que Cortázar decide resucitar y algunos datos sobre su experiencia con los muertos.

### Yo, mutilado capilar
Este texto es un relato cómico de la caída del cabello del autor, quien describe que aconteció gradualmente hasta el punto de poder ver «el luminoso reflejo» de su calva por todas partes. Comienza con una queja y finaliza con el consuelo de que lo que importa no es el cabello sino las ideas, y se regocija por no haber perdido ninguna.